# Новобалтурина
Новобалтурина — деревня в Чунском районе Иркутской области России. Входит в состав Балтуринского сельского поселения. Находится примерно в 30 км к западу от районного центра.

## Население
По данным Всероссийской переписи, в 2010 году в деревне проживали 432 человека (215 мужчин и 217 женщин).